# Tupaia nicobarica
La tupaya de las islas Nicobar (Tupaia nicobarica) es una especie de tupaya de la familia de los Tupaidos. Es endémica de la India. Su hábitat natural son los bosques tropicales o subtropicales. Está amenazada por la pérdida de hábitat.